# Блотня (Поморське воєводство)
Блотня (пол. Błotnia, нім. Braunsdorf) — село в Польщі, у гміні Тромбки-Великі Ґданського повіту Поморського воєводства.
Населення — 177 осіб (2011).
У 1975-1998 роках село належало до Гданського воєводства.

## Демографія
Демографічна структура станом на 31 березня 2011 року:
|          | Загалом | Допрацездатний вік | Працездатний вік | Постпрацездатний вік |
| -------- | ------- | ------------------ | ---------------- | -------------------- |
| Чоловіки | 98      | 19                 | 64               | 15                   |
| Жінки    | 79      | 18                 | 43               | 18                   |
| Разом    | 177     | 37                 | 107              | 33                   |